# Manuel Marín (Bildhauer)
Manuel Marín (* 9. September 1951 in Mexiko-Stadt) ist ein mexikanischer Bildhauer, Maler, Zeichner, Grafiker, Hochschullehrer und Kunsttheoretiker.

## Leben
Marín studierte von 1969 bis 1973 Malerei an der Escuela Nacional de Pintura, Escultura y Grabado „La Esmeralda“ in Mexiko-Stadt. Außerdem besuchte er die Ingenieursschule Escuela Superior de Ingeniería Mecánica y Eléctrica, an der er später auch als Dozent lehrte. 1974 setzte er seine künstlerischen Studien bei dem Maler Gilberto Aceves Navarro fort. Seit 1976 ist er Professor an der Escuela Nacional de Artes Plásticas der Universidad Nacional Autónoma de México (UNAM).
Marín lebt und arbeitet in Mexiko. Seit 1974 wurden seine Werke in Einzelausstellungen in Mexiko, Frankreich, Japan, USA, Kanada, Brasilien (als Vertreter seines Landes auf der 21. Internationalen Biennale von São Paulo 2010), Deutschland, Dänemark und Finnland gezeigt. Er erhielt zahlreiche Auszeichnungen, so 1973 den ersten Preis als bester Student seines Jahrgangs und 2003 den Nationalen Preis des CONACULTA in seinem Heimatland. 2013 wurde er als ordentliches Mitglied in die Academia de Artes (Sektion Malerei) aufgenommen.
Zu Maríns Gesamtwerk gehören Metallplastiken, Gemälde und Zeichnungen. Er veröffentlicht zudem Bücher mit Bilder-Geschichten und Bücher zur Kunsttheorie, die sich an jugendliche Leser wenden.

## Comunicación cruzada – Wechselseitige Kommunikation

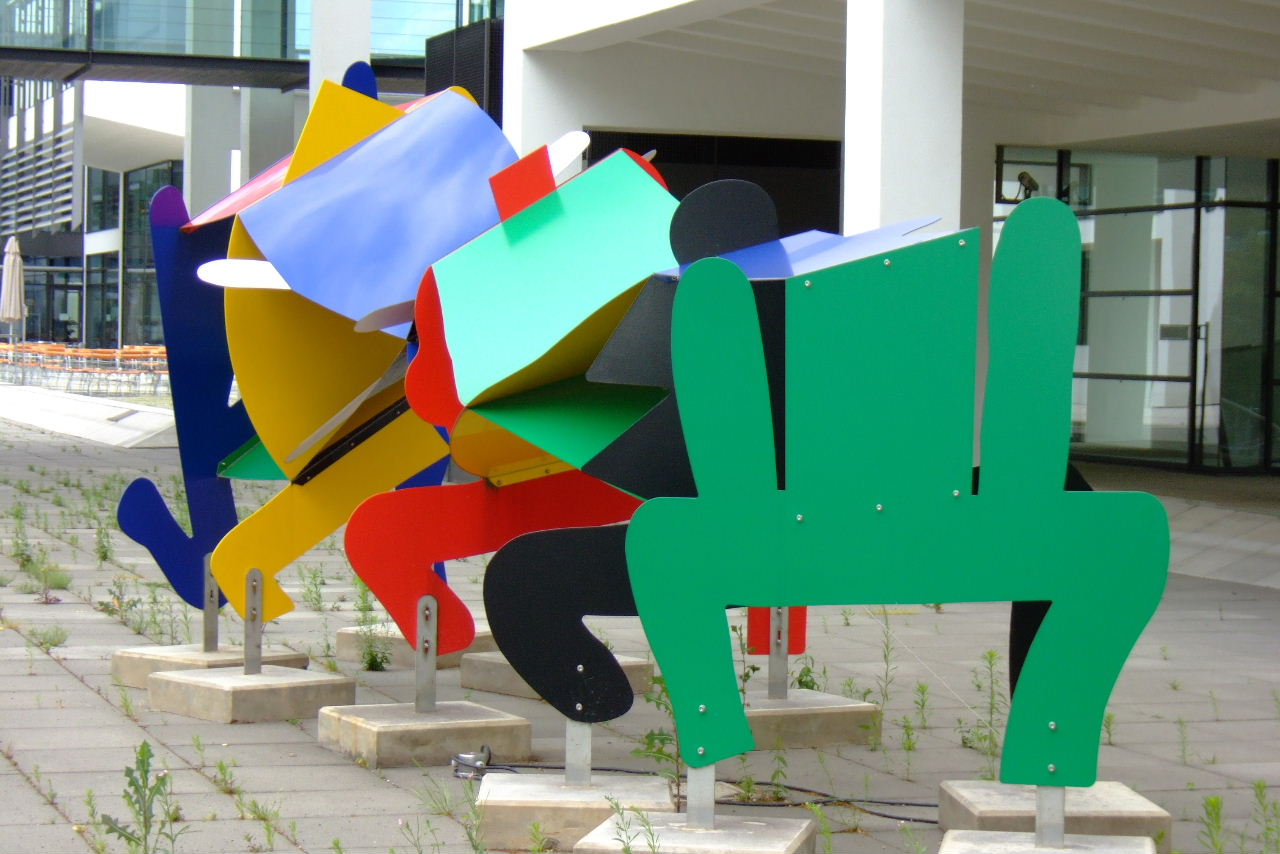
Comunicación cruzada

In Deutschland ist seine Skulptur Comunicación Cruzada (2004) auf dem Außengelände der Deutschen Welle in Bonn (Schürmann-Bau) zu sehen.
„Ein kompliziertes Formengeflecht aus vielen Farben und Fluchten übersetzt das Thema Kommunikation in eine bildhauerische Form“, heißt es auf der Seite der Bundesamtes für Bauwesen und Raumordnung über Marins Skulptur  Comunicación Cruzada. „Zugleich soll die Skulptur an Spielzeuge aus der Heimat des Künstlers, Mexiko, erinnern: an Tiere in Reihen oder Gruppen, die Kinder hinter sich herziehen und so zum ‚Laufen‘ bringen.“
Die Skulptur ist aus Aluminiumplatten beidseitig in den Farben Rot, Grün, Blau, Gelb und Schwarz vollflächig einbrennlackiert hergestellt. Sie hat eine Länge von 6,40 m und eine Höhe von 2,40 m.